# Pierwomajsk (Rosja)
Pierwomajsk – miasto w Rosji, w obwodzie niżnonowogrozskim. W 2010 roku liczyło 14 568 mieszkańców.